# Cuyama Chumash
Cuyama Chumash /u jeziku čumaš, "clams", ili "Valley of the Clams", dolazi pronađenim okamenjenim školjkama loje potječu iz pretpovijesnog oceana,/ jedna od glavnih skupina Indijanaca Chumash koji su živjeli u dolini rijeke Cuyame i rijeke Sv. Marije. Uz Emigdiano Indijance, jedna su od dviju skupina kopnenih Chumasaha.
Prvi zabilježeni kontakt s njima imao je Jose de Zalvidea in 1806